# Bill George
Bill George é um especialista em efeitos visuais estadunidense. Venceu o Oscar de melhores efeitos visuais na edição de 1988 por Innerspace, ao lado de Dennis Muren, Harley Jessup e Kenneth F. Smith.